# Cissus blanchetiana
Cissus blanchetiana är en vinväxtart som beskrevs av Jules Émile Planchon. Cissus blanchetiana ingår i släktet Cissus och familjen vinväxter. Inga underarter finns listade i Catalogue of Life.